# 苏格兰历史
據考古研究，今蘇格蘭地域内发现了大量石器时代、青铜时代与铁器时代的证据与信息，距今約一萬年前，苏格兰地域就有人類居住生活，但是并没有成文的历史资料。蘇格蘭歷史的正式记载啟於公元一世紀，羅馬帝國不列巔尼亞省北方勢力，從安東尼長城退到哈德良長城後，今蘇格蘭西部和威爾士的地域，曾被蓋爾騎士士格柢()家族控制，自始此地域被稱為士格柢亞(Scotia)或蘇格蘭(Scotland)。
公元9至11世纪前后，一个相对独立完整的苏格兰王国逐渐成形。在之后的数百年间，因为领土、宗教、政治等不同原因，苏格兰与南面的英格兰、西面的爱尔兰、欧洲大陆的法国、挪威等王国和势力之间有过错综复杂的联盟、婚姻和战争关系。公元十七和十八世纪，苏格兰王国最终与英格兰王国合并，形成了现在联合王国的主干。
历史上的苏格兰，有其独特的文化传统，强烈的民族意识，涌现出一大批各界的杰出人物，对欧洲甚至世界近代史发展有过相当重要的影响。

## 史前时代与罗马帝国

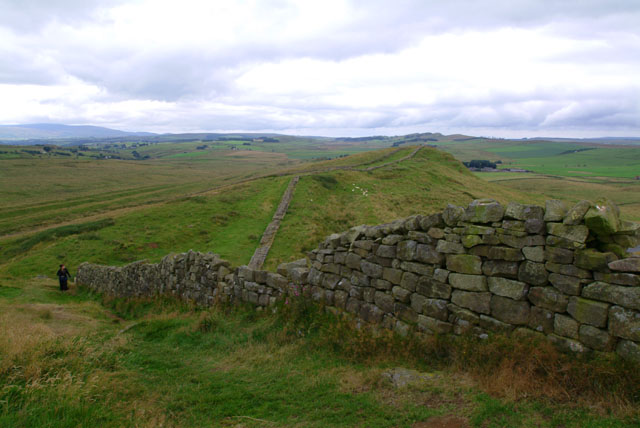
哈德良长城残骸

苏格兰人类居住的证据至少可以追溯到公元前8500年。青铜与铁器时代，凯尔特人的文化是地区内的主要影响力，但是并没有大规模的外来移民或者入侵。根据罗马帝国几百年后的记载考据，苏格兰在公元前700年以后可能已经有很多部落聚居甚至是极小规模的王国。
公元43年开始，罗马帝国正式入侵和占领大不列颠岛，压制了岛屿南部的抵抗，在今天英格兰的部分区域设立了行省“不列颠尼亚”。在岛屿北部，罗马人遭遇了当地人的对抗，并把当地命名为加勒多尼亚（Caledonia）。这个名称直到今天仍然是对于苏格兰的别称之一。当地的居民也被称为皮克特人（Pict），主要是凯尔特族。
加勒多尼亚各部落无组织的抵抗根本不是罗马帝国职业正规军队的对手。罗马军队长驱直入，在公元80年左右到达了苏格兰中部的泰河流域。他们的海军则在更北方完成了对于大不列颠岛北部海岸线的查探，确认这是一个岛屿。
不过虽然罗马帝国轻易就能够征服加勒多尼亚的很多地区，但是在如此偏远的地区长期占领却是力不从心。不列颠尼亚省的多届首脑都曾试图在不同地方设立据点和防御设施等，如安多宁长城等，但是最终都被弃用。罗马不列颠尼亚省的较固定北疆在哈德良长城，位置在今天英格兰北部城市纽卡斯尔和卡莱尔一线。
罗马帝国对于大不列颠岛的侵占，不但使现在的苏格兰地区为欧洲文明所知，也使不同的文化和居民开始流入该地区。主要的有原大不列颠岛南部的盎格鲁-萨克逊人，爱尔兰岛上凯尔特族讲盖尔语的斯科特人（Scoti 或 Scotti）等。数百年后，斯科特这个词却在英语中被阴差阳错的用来代表苏格兰地区。
基督教在欧洲文明散播时，也流传到了现在的苏格兰地区。

## 苏格兰王国

### 建立

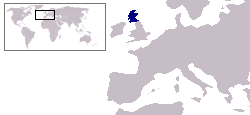
王国地理位置

西罗马帝国崩溃后，罗马势力从大不列颠岛撤出，控制力量的真空引起西北欧其它势力的兴趣。维京文明盛世时期，现今挪威地区的诺斯人（Norse）经常对苏格兰沿海进行跨海侵略，并最终长期占据了今天的设德兰群岛和奥克尼群岛。
传说中的国王肯尼思一世征服了周围的地区的皮克特人，建立了第一个真正的苏格兰王国，盖尔语称阿尔巴（Alba），时间大约在公元九世纪上半叶。
1034年，邓肯一世（Donnchad I）继承阿尔巴王国时，其领土基本已包括了今天苏格兰在大不列颠岛上的范围。此后，在这次继承中未能得势的麦克白（Macbeth）起兵反抗邓肯并获胜，夺得王位。不过，邓肯的儿子马尔康姆三世（Máel Coluim III）在十餘年后复仇成功，重新夺回王权。莎士比亚的剧作《麦克白》将这一系列事件彻底戏剧化，是四大悲剧之一。

### 英格兰影响
1066年，征服者威廉率领的军队入侵英格兰，击败了英格兰原有的势力。原势力的继承人之一逃亡到苏格兰，并将妹妹嫁给了国王马尔康姆。这一行为激怒了征服者威廉，他的军队在1072年入侵苏格兰，势如破竹。马尔康姆被迫投降，宣布苏格兰王国的臣服，并送儿子邓肯到英格兰为人质。
1098年，马尔康姆死后，他的弟弟继位，而英格兰王国却支持已经做了几十年人质的邓肯继承王位。邓肯夺权后仅几个月，就被谋杀。此后几个世纪，苏格兰王位争分不断，英格兰王国则往往根据自己利益，借机公开或暗中影响继承问题。而两个王室家族的血缘关系也随着婚姻逐渐建立。嫁入苏格兰王室的英格兰王族逐渐将欧洲贵族文化等传教到了苏格兰。

### 第一次独立战争
英格兰国王爱德华一世尤其在意对于苏格兰的直接和间接控制，通过不同手段削减苏格兰王权和其影响力。1295年，苏格兰国王与法国签订了盟约，史称“老同盟”（Auld Alliance）。爱德华一世于次年起兵进攻苏格兰，推翻了当时的国王约翰·巴利奥尔，并将苏格兰国王加冕时必须的命运之石夺走，送回西敏寺。但是此后苏格兰著名民族英雄威廉·华莱士聚集民众，在斯特灵桥击败了英格兰大军。1298年，爱德华一世亲征，最终彻底粉碎了苏格兰的抵抗。苏格兰几乎成为英格兰王国领土的一部分。苏格兰贵族和原王位继承人之一罗伯特·布鲁斯又发起反抗，并于1306年登基为罗伯特一世，但同年就被爱德华一世击败，妻子、女儿、妹妹都被俘虏。
1307年，爱德华一世去世。罗伯特·布鲁斯加大了反抗独立运动的力度，并被地方势力认可为苏格兰的新国王。1314年，布鲁斯在班诺克本打败英格兰军队，取得实际上的独立，英格兰为了赎回被俘的贵族也归还了其之前被俘的家属。1320年，苏格兰的地位获得罗马教皇的认可。1328年，爱德华一世之孙爱德华三世签订爱丁堡-北安普顿协议，承认苏格兰是独立国家，并许诺妹妹与罗伯特·布鲁斯的四岁的幼子大卫联姻。第一次独立战争结束。

### 第二次独立战争
1329年，仅过了一年，罗伯特·布鲁斯去世，其子大卫二世继位，年仅5岁。英格兰又以继承权纠纷为由，支持试图夺取王权的傀儡人物爱德华·巴里奥，于1332年再次进攻苏格兰，开始第二次独立战争。英格兰军队攻占领苏格兰许多城镇，并将其中的八个郡通过新拥立的傀儡国王的名义正式转让给英格兰。1334年，10岁的苏格兰国王大卫二世与12岁的王后（爱德华三世的幼女）到法国避难。苏格兰又一次处在被彻底征服的边缘。
然而，苏格兰当地贵族始终没有放弃抵抗。1337年，英格兰与法国长期的纷争终于升级为战争。爱德华三世不得不从苏格兰调回主力军队，对于苏格兰的控制逐渐减弱。1341年，17岁的大卫二世返回苏格兰，正式领导独立战争，国内士气大振，兼之与法国同盟，取得了不小成绩。
1346年，大卫二世率大军入侵英格兰北部，在英格兰后方声援法国的行动。不过苏格兰军队此次在内维尔十字之战中遭遇惨败，大卫二世被俘虏后押送到英格兰关押。但是英格兰也无力再大举入侵苏格兰，其拥立的傀儡王巴里奥不久宣布放弃继承王位的要求，回到英格兰隐居。
1357年，双方签订和约，大卫二世被释放回到苏格兰，但是苏格兰必须向英格兰支付高额赎金，分期偿还。

### 斯图亚特王朝
1371年，大卫二世去世，无子嗣。其父罗伯特·布鲁斯的外孙罗伯特·斯图亚特继位，称罗伯特二世，开始了斯图亚特王朝。
斯图亚特各任君主在位期间试图巩固王权，削弱过去百余年间经常掌握朝政摄政贵族的权利。不过最主要的是这个王朝奠定了一个比较稳定的王室家族，之后几代君主都是父子直系传承，基本改变了苏格兰之前数百年继位混乱的局面。
公元15世纪和16世纪初，经历了数百年外国侵略后的苏格兰在各方面都有巨大发展。苏格兰从丹麦王国获得了奥克尼和设德兰群岛的主权，最终确立了迄今为止的疆界。文化教育上，苏格兰建立了四所古大学，在数量上一度超越了英格兰。
和英格兰的关系也很微妙，双方虽然心存敌意，但是出于利益又不得不互相约束，更加在王室和贵族间通过婚姻加强联系和影响，如詹姆斯一世在被英格兰截留18年后以娶英格兰国王亨利六世的堂姑琼等代价换取获释。其中最重要的一次联姻是詹姆斯四世迎娶了英格兰都铎王朝的第一代国王亨利七世之女，此后斯图亚特王朝的后裔也同时有都铎王朝的血统。
1513年，詹姆斯四世为了遵守两百多年前与法国建立的“老同盟”，同意入侵英格兰北方，帮助法国在欧洲大陆与英格兰的战事。苏格兰军队在英格兰境内遭遇惨败，全军覆灭，詹姆斯四世丧生，其子詹姆斯五世继位，年仅1岁。国家的实际控制权又落入摄政大臣之手。

### 玛丽一世

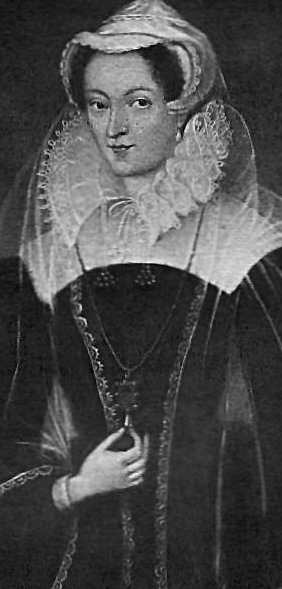
玛丽一世

詹姆斯五世继承父亲遗志，继续亲和法国与英格兰为敌，他先后两任妻子都是法国王亲贵族。但是虽然有几个私生子，詹姆斯五世唯一的合法继承人却是在他临终前几天出生的女儿玛丽。詹姆斯五世在病中听到王后生的是个女儿时曾经说过一句非常出名的话：“因女孩而来，由女孩而去。”指斯图亚特氏的王位来自罗伯特·布鲁斯的女儿，却也要由他的独女而送给他人。
1542年，出世六天的玛丽一世继位。英格兰国王亨利八世决心让自己的幼子将来迎娶玛丽一世，从而名正言顺的获得苏格兰王位。但是玛丽一世的母亲却在其年幼之时就将她送回自己的故乡法国抚养。1558年，15岁的玛丽一世嫁给了法国当时的王太子。一年后，他的丈夫弗朗索瓦二世登基，玛丽一世同时成为法国王后。但是次年，弗朗索瓦二世便去世。苏格兰与法国之间两百五十多年的“老同盟”关系也基本到此结束。
1561年，18岁寡居的玛丽一世回到苏格兰开始履行女王的权责。由于玛丽一世是虔诚的天主教徒，刚刚即位为英格兰女王的伊丽莎白一世视她为重大威胁。因为伊丽莎白一世的政权信奉新教，而英格兰国内有大量天主教的支持者。同时玛丽一世由于其祖母的关系，也是伊丽莎白一世的表侄女，有继承都铎王朝王位的资格。伊丽莎白一世多次想为玛丽一世指定一个合适的丈夫缓解这种危机，但是都被玛丽一世拒绝。1565年，玛丽一世与同属斯图亚特家族的远亲兼表弟达恩利勋爵结婚，并很快生下一子，即将来的詹姆斯六世。
玛丽一世在不久后的内乱中被苏格兰贵族推翻，几次试图复辟无果后，她不得已逃亡到英格兰。英格兰女王伊丽莎白一世因惧怕玛丽一世在天主教徒中的号召力和她对自己王位的继承资格，将其拘禁了18年多。1587年，玛丽一世最终被处决。但是由于“童贞女王”伊丽莎白一世无后，玛丽一世的长子、已经继位苏格兰国王的詹姆斯六世也是英格兰王位的第一继承人选。玛丽一世在被囚禁期间曾穿的衣服上写着：“我的末日正是我的开始”，指她的儿子终将继承英格兰王位。
因为詹姆斯六世同样是斯图亚特宗室，所以斯图亚特王朝并未在玛丽被推翻后转入异姓之手；但因为后来安妮女王无后，斯图亚特王朝被汉诺威王朝取代，詹姆斯五世的名言仍然实现。

### 与英格兰王国的合并
1603年，伊丽莎白一世逝世，指定继承人正是苏格兰在位国王詹姆斯六世。英格兰王国与苏格兰王国从此形成共主联邦（Union of Crown），虽然仍然是两个独立国家，但是元首和最高权力的掌控却是同一个人。不过当时还没有联合王国的形式或者名称。
1625年，詹姆斯六世之子查理一世继位。不过英格兰要求政体改革的愿望已经很强烈，不久之后英国内战爆发，苏格兰各势力也积極参與其中。查理一世成为苏格兰各代君主中唯一一个被处决的国王。
光荣革命之后，英格兰和苏格兰的王位继承曾经出现再度分化的可能。为了从此确立两个地区的关系，君主立宪制下的英格兰议会与苏格兰议会达成协议，两个国家的议会正式合并，两个国家去除独立称号，改称大不列颠联合王国。两国公民享有共同国籍，商贸自由流通。这次合并在苏格兰争议极大，所以能最终实现的主要推动力是英格兰当时越来越强大的经济实力。持续了八百多年的苏格兰王国从此消失，但已经是大不列颠群岛至今为止存在时间最长的政权。
苏格兰失去主权的其中一个重要原因是1698年遠征殖民巴拿馬的失利。這項殖民計畫被稱為達連計畫，蘇格蘭打算在中美洲地峽建立本國殖民地，以便於和亞洲通商。資金向公眾募資，總花費約為當時蘇格蘭全國流通財富的25%－50%之多。公共市鎮組織、國會議員、地方仕紳與數千名包括船長、醫生與藥師等職業的擁資公民，皆興致勃勃地把終生積蓄投入殖民計畫，然而1699年第二支殖民艦隊抵達巴拿馬之前，蘇格蘭建立的「新愛丁堡」已經被西班牙人摧毀殆盡，所以这些资金最後全然付諸流水。
在《1707年聯合法案》（Treaty of Union of 1707）中，一項條款明訂了英格蘭王國需付給蘇格蘭一筆金額，以補償巴拿馬殖民計畫投資者的損失。這筆金額被稱為「蘇格蘭之價」（the Price of Scotland），並遭到詩人伯恩斯（Robert Burns）的抨擊，指控蘇格蘭國會將國家「賣了出去」。

## 大英帝国时期
苏格兰成为联合王国的一部份后，英格兰解除了心腹地区的一大威胁。英国此后借助工业革命，逐渐成为百余年间统治世界的帝国。苏格兰人为大英帝国对于世界各地的殖民作出许多贡献，比如世界各大洲几乎都有以苏格兰地名命名的地方。

## 二十世纪
二十世纪上半叶的两次世界大战对于苏格兰的伤害可能超过了英国其它许多地区。苏格兰人，尤其是高地人素来以爱国和勇敢而闻名，因此英国军队在战争中在这个地区的征兵率远远超过其人口比例。高地居民中几乎整整一代年青男子都献身于战争，也留下了无数非常著名的军团和传统。苏格兰风笛在战场上的回响是二十世纪世界大战的象征之一。苏格兰的海军基地和西海岸发达的造船业都是英国取得第二次世界大战胜利的重要筹码之一。
二十世纪下半叶，苏格兰的本地工业受到了重大冲击，其原本赖以生存的纺织、制造等重工业不得不从英国乃至整个西欧逐渐转移到世界其它地区。苏格兰独立的呼声开始出现，并在1979年举行过民意表决，但独立派未获得足够支持。七十年代，北海油田的发现促使了苏格兰经济的逐渐复苏，其产业也逐渐转向服务性行业。
1999年，按照英国工党政府通过的《1998年苏格兰法案》，新的苏格兰议会在首府爱丁堡开始集会，英国现女王伊丽莎白二世亲临剪彩。时隔290余年，苏格兰又有了自己的议会，可以在英国议会批准的范围内对于法律、财政、教育、医疗、福利等一系列问题进行立法。值得注意的是，苏格兰新议会的设立完全不影响苏格兰在英国议会的影响力，比如前任英国首相戈登·布朗就是来自苏格兰选区的英国议会议员，与苏格兰议会无关。

## 二十一世纪

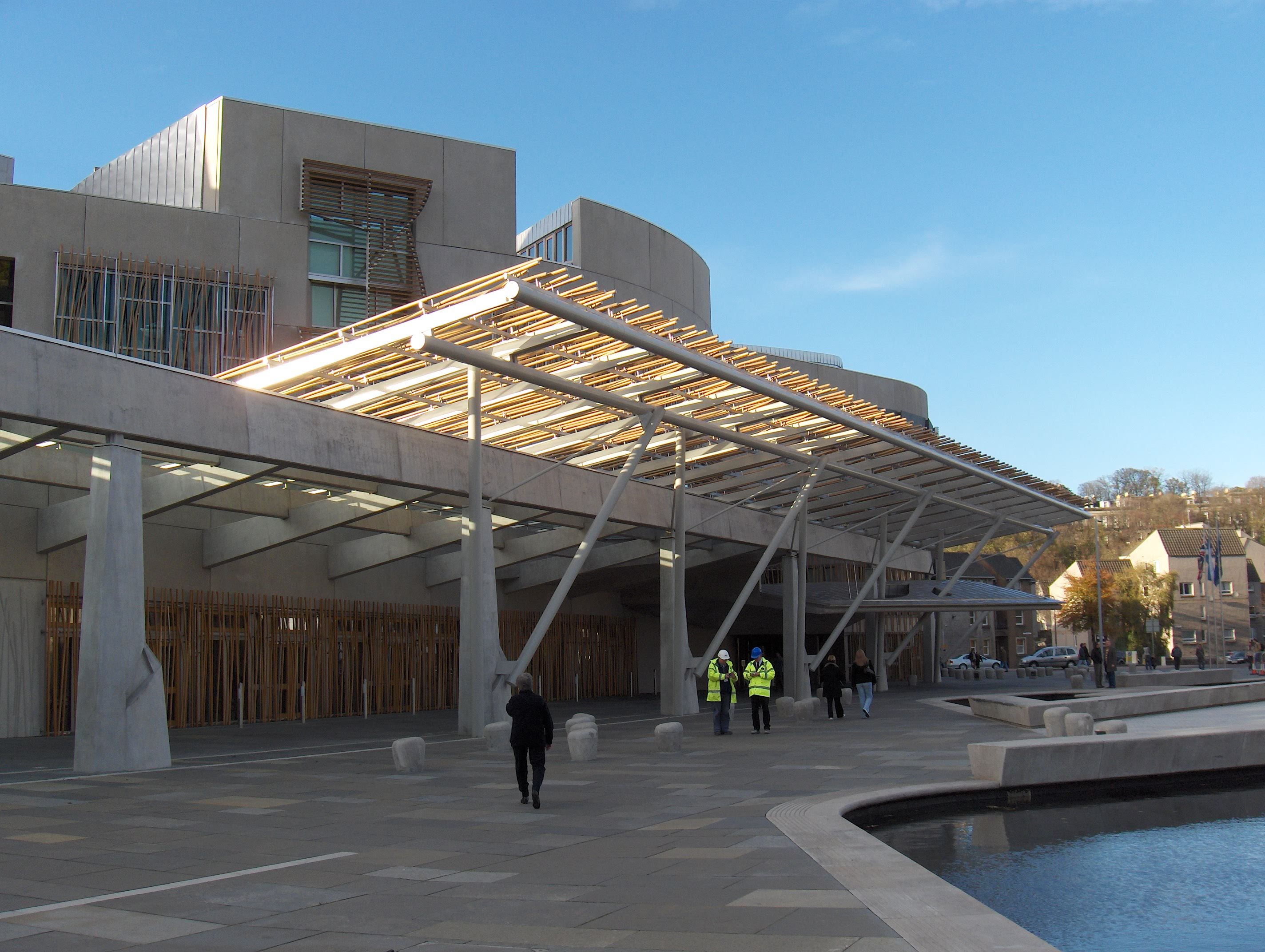
苏格兰新议会正门

2007年的苏格兰议会大选中，苏格兰民族党成为苏格兰第一大政党，成立少数政府，他们许诺在五年内举行苏格兰独立问题的民意调查。但是由于其它三大党派总合席位仍然占压倒多数，并且一致明确反对独立，苏格兰在数年内从英国独立的可能性非常小。但情勢的變化迅速，於2012年1月蘇格蘭首席部長薩蒙德宣佈舉辦2014年苏格兰独立公投，此舉引發了與英國中央政府法律與職權上的爭議。投票日為2014年9月18日，開票結果為反對獨立票數達55.3%（投票率84.59%），決定蘇格蘭續留大英帝國的決定。

## 引用
1. ↑  蘇格蘭爭取獨立 難忘殖民巴拿馬失利 （页面存档备份，存于）,风传媒 2014-05-18。（繁體中文）
2. ↑  .   [2012-01-12]. （原始内容存档于2012-01-16）.